# Jim del Monaco
Jim del Monaco é uma série de banda desenhada portuguesa de aventura e comédia, criada por Luís Louro (desenhos) e Tozé Simões (argumento). Jim del Mônaco surgiu no  tablóide Sábado Popular, parte do desaparecido Diário Popular, a 12 de Outubro de 1985. Pouco tempo depois, a série seria publicada na na revista O Mosquito. Em 1986, começou a ser publicado no formato álbum pela Editorial Futura, sendo depois publicado pela Edições Asa. Em 1993, a série entrou em hiato, retornando em 2015 com o álbum O Cemitério Dos Elefantes, dois anos depois, foi publicado o álbum Ladrões do Tempo.

## A série
Desenhado no estilo linha clara de tradição franco-belga, Jim del Mônaco é uma paródia à Jim das Selvas de Alex Raymond.

## Álbuns

### 1ª série
| Ordem | Título                        | Editora          | Argumento   | Desenho    | Data de publicação |
| ----- | ----------------------------- | ---------------- | ----------- | ---------- | ------------------ |
| 1     | Jim del Monaco                | Editorial Futura | Tozé Simões | Luís Louro | 1986               |
| 2     | Menatek Hara                  | Editorial Futura | Tozé Simões | Luís Louro | 1987               |
| 3     | O Dragão Vermelho             | Editorial Futura | Tozé Simões | Luís Louro | 1988               |
| 4     | Em Busca das Minas de Salomão | Editorial Futura | Tozé Simões | Luís Louro | 1989               |

### 2ª série
| Ordem | Título                        | Editora     | Argumento   | Desenho    | Data de publicação | ISBN               |
| ----- | ----------------------------- | ----------- | ----------- | ---------- | ------------------ | ------------------ |
| 1     | A Criatura da Lagoa Negra     | Edições Asa | Tozé Simões | Luís Louro | 1991               | ISBN 972-41-0929-1 |
| 2     | Menatek Hara                  | Edições Asa | Tozé Simões | Luís Louro | 1992               | ISBN 9789724109305 |
| 3     | A Grande Ópera Sideral        | Edições Asa | Tozé Simões | Luís Louro | 1991               | ISBN 9789724109930 |
| 4     | O Elixir do Amor              | Edições Asa | Tozé Simões | Luís Louro | 1992               | ISBN 9789724110004 |
| 5     | O Dragão Vermelho             | Edições Asa | Tozé Simões | Luís Louro | 1992               | ISBN 9789724110639 |
| 6     | Em Busca das Minas de Salomão | Edições Asa | Tozé Simões | Luís Louro | 1993               | ISBN 972-41-1139-3 |
| 7     | Baja Áfrika                   | Edições Asa | Tozé Simões | Luís Louro | 1993               | ISBN 972-41-1383-3 |

### 3ª série
| Ordem | Título                    | Editora     | Argumento   | Desenhos   | Data de publicação | ISBN               |
| ----- | ------------------------- | ----------- | ----------- | ---------- | ------------------ | ------------------ |
| 1     | O Cemitério Dos Elefantes | Edições ASA | Tozé Simões | Luís Louro | 2015               | ISBN 9789892333458 |
| 2     | Ladrões do Tempo          | Edições ASA | Tozé Simões | Luís Louro | 2017               | ISBN 9789892338668 |